# Muikkusaari (ö i Kajanaland, Kehys-Kainuu, lat 64,12, long 29,74)
Muikkusaari är en ö i Finland. Den ligger i sjön Iso-Kupsunen och i kommunen Kuhmo i den ekonomiska regionen  Kehys-Kainuu  och landskapet Kajanaland, i den centrala delen av landet, 500 km nordost om huvudstaden Helsingfors. Öns area är 0,4 hektar och dess största längd är 90 meter i nord-sydlig riktning.